# Dự án Luật Chuyển đổi giới tính (Việt Nam)
Dự án Luật Chuyển đổi giới tính là một dự án luật trong nhiệm kỳ Quốc hội nước Cộng hòa Xã hội Chủ nghĩa Việt Nam khóa XV nhằm quy định cụ thể việc chuyển đổi giới tính. Dựa trên Hiến pháp Việt Nam năm 2013, Điều 37 của Bộ luật Dân sự năm 2015 và Quyết định số 234/QĐ-TTg ngày 5 tháng 2 năm 2016, Đại biểu Quốc hội Nguyễn Anh Trí đã đề nghị xây dựng Dự án Luật Chuyển đổi giới tính gửi Ủy ban Thường vụ Quốc hội đưa vào Chương trình xây dựng luật, pháp lệnh năm 2024. Dự án Luật ban đầu dự kiến sẽ trình Quốc hội thông qua vào tháng 5 năm 2025. Tuy nhiên sau đó, dự án đã bị đưa ra khỏi Kỳ họp thứ 8 Quốc hội khóa XV và tạm hoãn thông qua vô thời hạn.

## Bối cảnh và cơ sở pháp lý
Theo Điều 36 Bộ luật Dân sự năm 2005, cá nhân có quyền xác định lại giới tính, tuy nhiên, trường hợp này chỉ có thể đối với trường hợp bị khuyết tật bẩm sinh hoặc chưa định hình chính xác. Trong khi đó, điều 27 Bộ luật dân sự năm 2005 chỉ cho phép người "được xác định lại giới tính" thay đổi họ tên. Dù các quy định từ văn bản luật chưa đề cập đến người chuyển giới, nhưng đã không có sự phân biệt trong một số luật cụ thể, như Luật Bảo hiểm y tế năm 2008 (sửa đổi năm 2014), Luật Quốc tịch Việt Nam 2008 (sửa đổi, bổ sung năm 2014) và nhiều luật khác.
Đến năm 2015, Quốc hội Việt Nam thông qua Bộ luật Dân sự mới với quy định về chuyển đổi giới tính. Cụ thể ở điều 37 của Bộ luật Dân sự năm 2015, "Việc chuyển đổi giới tính được thực hiện theo quy định của luật. Cá nhân đã chuyển đổi giới tính có quyền, nghĩa vụ đăng ký thay đổi hộ tịch theo quy định của pháp luật về hộ tịch; có các quyền nhân thân phù hợp với giới tính đã được chuyển đổi theo quy định của Bộ luật này và luật khác có liên quan". Sau quy định này, Việt Nam trở thành quốc gia thứ 11 tại châu Á, hợp pháp hóa việc chuyển đổi giới tính. Tuy nhiên, vẫn chưa có quy định cụ thể. Việc này được cho là gây ra nhiều vấn đề đến xã hội, khó khăn về sức khỏe, giao dịch dân sự và cuộc sống hàng ngày với người chuyển giới. Theo ước tính của Bộ Y tế, Việt Nam có khoảng 300.000 đến 500.000 người chuyển giới.
Đến tháng 1 năm 2023, trên thế giới có 104 quốc gia và vùng lãnh thổ đã thừa nhận quyền thay đổi giới tính hợp pháp thông qua các quy định pháp luật.

## Quá trình xây dựng

### Lịch sử

#### Thập niên 2010
Đại biểu Quốc hội Nguyễn Anh Trí đã chuẩn bị luật này từ năm 2013. Ngày 24 tháng 11 năm 2015, Quốc hội Khóa XIII thông qua Bộ Luật Dân sự sửa đổi, lần đầu quy định về quyền chuyển giới. Năm 2016, Thủ tướng ban hành Quyết định 243 triển khai thi hành Bộ luật dân sự, trong đó có nội dung "Bộ Y tế nghiên cứu, đề nghị xây dựng văn bản quy phạm pháp luật về chuyển đổi giới tính" trong năm 2016 và năm 2017. Dự thảo Hồ sơ đề nghị Dự án Luật được đăng trên Cổng Thông tin điện tử Chính phủ ngày 17 tháng 10 năm 2017 và lấy ý kiến các cơ quan, tổ chức, cá nhân trong 60 ngày. Ngày 23 tháng 10 năm 2017, Bộ Y tế ra Công văn 5959/BYT-PC đề nghị góp ý Hồ sơ đề nghị xây dựng Luật Chuyển đổi giới tính gửi Bộ Tư pháp, Bộ Tài chính, Bộ Ngoại giao và Bộ Nội vụ. Ngày 14 tháng 12 năm 2017, Bộ Y tế đề nghị Bộ Tư pháp tổ chức thẩm định Đề nghị xây dựng Luật Chuyển đổi giới tính. Ngày 15 tháng 1 năm 2018, Bộ Tư pháp có báo cáo thẩm định Đề nghị xây dựng Luật Chuyển đổi giới tính gửi Bộ Y tế.

#### Thập niên 2020
Năm 2021, Thủ tướng ban hành Quyết định 2114 nhắc lại nhiệm vụ xây dựng Dự án Luật Chuyển đổi giới tính với mốc thời gian mới là 2022 đến 2024. Ngày 27 tháng 11 năm 2021, Bộ Y tế ra Công văn 10178/BYT-PC đề nghị góp ý Hồ sơ đề nghị xây dựng Dự án Luật Chuyển đổi giới tính gửi các Bộ, ngành liên quan trước khi trình Chính phủ. Ngày 8 tháng 12 năm 2021, Bộ Y tế tổ chức hội thảo góp ý Hồ sơ xây dựng Luật. Tháng 6 năm 2022, Bộ Y tế trình Thủ tướng Chính phủ Tờ trình đề nghị xây dựng Luật Chuyển đổi giới tính kèm hồ sơ đề nghị Dự án Luật. Tháng 8 năm 2022, Hồ sơ đề nghị xây dựng Luật được lấy ý kiến thành viên Chính phủ và báo cáo tại Phiên họp thường trực Chính phủ.
Tháng 2 năm 2023, ông Nguyễn Anh Trí lập Hồ sơ đề nghị xây dựng dự án Luật Bản dạng giới. Ngày 10 tháng 4 năm 2023, tại phiên họp của Ủy ban Thường vụ Quốc hội, lần đầu tiên ông Nguyễn Anh Trí trình đề nghị xây dựng Luật Bản dạng giới. Sau đó, Dự thảo Luật Bản dạng giới được thu hẹp phạm vi, điều chỉnh thành Luật Chuyển đổi giới tính. Ngày 12 tháng 5 năm 2023, Ủy ban Thường vụ Quốc hội cho ý kiến về Dự án Luật Chuyển đổi giới tính và thống nhất với sự cần thiết xây dựng Luật. Hồ sơ dự án được xem là đã đủ tiêu chuẩn trình Quốc hội. Ngày 2 tháng 6 năm 2023, Quốc hội tán thành đưa Dự án Luật Chuyển đổi giới tính vào Chương trình xây dựng luật, pháp lệnh năm 2024.
Ngày 8 tháng 9 năm 2023, Ủy ban Thường vụ Quốc hội ban hành nghị quyết 858/NQ-UBTVQH thành lập ban soạn thảo dự án, gồm trưởng ban Nguyễn Anh Trí, phó trưởng ban là Thứ trưởng Bộ Y tế Nguyễn Thị Liên Hương và 15 ủy viên, trong đó có Phó chủ nhiệm Văn phòng Quốc hội Nguyễn Thị Thúy Ngần, Thứ trưởng Bộ Lao động – Thương binh và Xã hội Nguyễn Thị Hà, Phó chủ tịch Hội Liên hiệp Phụ nữ Việt Nam Nguyễn Thị Minh Hương, Viện trưởng Viện Nghiên cứu lập pháp Nguyễn Văn Hiển, Bí thư Trung ương Đoàn Nguyễn Minh Triết. Phiên họp đầu tiên của Ban soạn thảo diễn ra vào ngày 20 tháng 9 năm 2023. Tháng 9 và tháng 10 năm 2023, Ban soạn thảo tổ chức các cuộc Tọa đàm tham vấn chuyên gia, gặp gỡ cộng đồng để lấy ý kiến xây dựng Dự án Luật Chuyển đổi giới tính. Ngày 27 tháng 11 năm 2023, bản Dự thảo đầu tiên được lấy ý kiến công khai.
Bắt đầu từ ngày 1 tháng 7 năm 2024, theo Luật Căn cước 2023 được Quốc hội Việt Nam thông qua, người chuyển đổi giới tính sẽ được thay đổi sang giới tính đã được pháp luật công nhận. Tuy nhiên, để được pháp luật công nhận thông qua giới tính mới thì phải chờ Dự án Luật Chuyển đổi giới tính được thông qua trong tương lai.
Dự án Luật ban đầu dự kiến sẽ trình Quốc hội cho ý kiến tại kỳ họp thứ 8 vào tháng 10 năm 2024 và trình Quốc hội thông qua tại kỳ họp thứ 9 vào tháng 5 năm 2025. Ngày 13 tháng 9 năm 2024, Ủy ban Thường vụ Quốc hội bất ngờ thống nhất không đưa dự án Luật Chuyển đổi giới tính vào chương trình của Kỳ họp thứ 8 Quốc hội khóa XV, và giao Ủy ban Xã hội và Ủy ban Pháp luật phối hợp lấy ý kiến Chính phủ và Trưởng ban soạn thảo bằng văn bản.

### Nội dung
Bốn nhóm chính sách trong xây dựng nội dung dự án luật có liên quan đến điều kiện để được chuyển đổi giới tính, sự can thiệp y học để chuyển đổi giới tính, xác nhận giới tính đối với trường hợp đã thực hiện can thiệp y học và thẩm quyền, thủ tục công nhận giới tính. Dự án Luật được nhận định là có một số nội dung về quyền và nghĩa vụ công dân như kết hôn, thai sản, nghĩa vụ quân sự và sự tự nguyện trong can thiệp y học. Nhiều quy định trong dự án được xem là rõ ràng hơn Điều 37 của Bộ luật Dân sự sửa đổi, như đăng ký hộ tịch, thay đổi các giấy tờ pháp lý, điều kiện, thủ tục chuyển đổi giới tính.

#### Phạm vi điều chỉnh
Phạm vi điều chỉnh của Dự thảo Luật gồm:
- Quyền và nghĩa vụ của người chuyển đổi giới tính, người đề nghị can thiệp y học để chuyển đổi giới tính
- Quy trình, thủ tục đối với người đề nghị can thiệp y học để chuyển đổi giới tính, đối với cơ sở khám bệnh, chữa bệnh thực hiện can thiệp y học để chuyển đổi giới tính
- Công nhận giới tính nữ hoặc nam đối với người chuyển đổi giới tính
- Quản lý nhà nước về chuyển đổi giới tính

#### Bố cục
Phiên bản Dự thảo Luật cuối năm 2023 gồm 33 điều, chia làm 7 chương:
- Chương I gồm có 8 điều với các quy định về phạm vi điều chỉnh và nguyên tắc cơ bản của chuyển đổi giới tính. Ngoài ra, còn giải thích các từ ngữ, quyền và nghĩa vụ cũng như các hành vi bị cấm.
- Chương II gồm 3 điều về can thiệp y học và hồ sơ, thủ tục đối với người đề nghị can thiệp y học để chuyển đổi giới tính
- Chương III gồm 3 điều, trong đó quy định điều kiện, hồ sơ, thủ tục đối với cơ sở khám bệnh, chữa bệnh thực hiện can thiệp y học để chuyển đổi giới tính.
- Chương IV gồm 8 điều. Chương quy định về tư vấn tâm lý, y tế, pháp lý cho người đề nghị can thiệp y học để chuyển đổi giới tính.
- Chương V gồm 5 điều về công nhận giới tính của người đã can thiệp y học để chuyển đổi giới tính.
- Chương VI gồm 4 điều về quản lý nhà nước đối với việc chuyển đổi giới tính.
- Chương VII gồm 2 điều về điều khoản thi hành với hiệu lực thi hành dự kiến từ ngày 1 tháng 1 năm 2026.

## Đánh giá

### Ủy ban Thường vụ Quốc hội cho ý kiến về Dự án Luật
Tại phiên họp của Ủy ban Thường vụ Quốc hội ngày 12 tháng 5 năm 2023, 100% Ủy viên tham gia họp thống nhất trình Quốc hội việc đưa Dự án Luật vào Chương trình xây dựng luật, pháp lệnh năm 2024. Trong báo cáo thẩm tra Dự án Luật, Ủy ban Pháp luật và các cơ quan thống nhất với sự cần thiết nghiên cứu, xây dựng Luật Chuyển đổi giới tính, đáp ứng yêu cầu thực tiễn. Chính phủ cũng đồng thuận về sự cần thiết của việc xây dựng Luật. Thường trực Ủy ban Xã hội đề nghị cần tiếp tục nghiên cứu để bảo đảm phù hợp với điều kiện của Việt Nam. Thứ trưởng Bộ Tư pháp Đặng Hoàng Oanh phát biểu rằng Dự án Luật này sẽ giúp thể chế hóa quy định Hiến pháp, có ý nghĩa quan trọng trong bảo vệ quyền và lợi ích công dân. Phó Chủ tịch Quốc hội Nguyễn Khắc Định nhận định rằng nếu Dự án Luật được Quốc hội đồng thuận đưa vào Chương trình xây dựng luật, pháp lệnh thì cần phân tích, thảo luận để nội dung được hợp lý.

### Kỳ họp thứ 5 của Quốc hội khóa XV

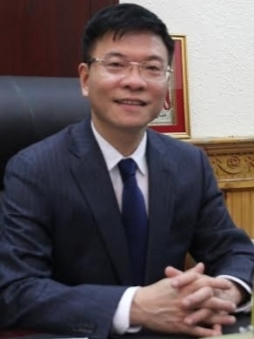
Bộ trưởng Bộ Tư pháp Lê Thành Long cho rằng Luật Chuyển đổi giới tính được đề nghị là một trong những luật khó khăn và thách thức nhất.

Ngày 23 tháng 5 năm 2023, trong kỳ họp thứ 5 của Quốc hội khóa XV, đa số đại biểu Quốc hội đồng thuận với sự cần thiết ban hành Luật, bổ sung vào Chương trình xây dựng luật, pháp lệnh. Đại biểu Nguyễn Quang Huân xem đề nghị xây dựng Luật là một bước tiến dũng cảm và văn minh. Bộ trưởng Bộ Tư pháp Lê Thành Long cho rằng Luật Chuyển đổi giới tính được đề nghị là một trong những luật khó khăn và thách thức nhất, khi xét đến nguồn lực thực hiện và tổng thể pháp luật.

### Cá nhân, tổ chức và phương tiện truyền thông
Tờ VietnamPlus nhận định rằng những thay đổi lớn đã được đề xuất ở dự thảo Luật. Tờ Pháp luật Việt Nam gọi Dự án Luật là một "hành trình nhân văn". Tờ Insider xem dự luật là tín hiệu về một thay đổi đáng kể trong quyền của người chuyển giới ở Việt Nam. Tổ chức UN Women (Phụ nữ Liên Hợp Quốc) đánh giá cao Việt Nam trong xây dựng Luật. Atty-Roos IJsendijk, Chuyên gia Quyền con người và quản trị toàn diện của Chương trình Phát triển của Liên Hợp Quốc cho rằng việc xây dựng luật là một bước tiến về quyền của người chuyển giới.